# Mặt bằng kinh doanh

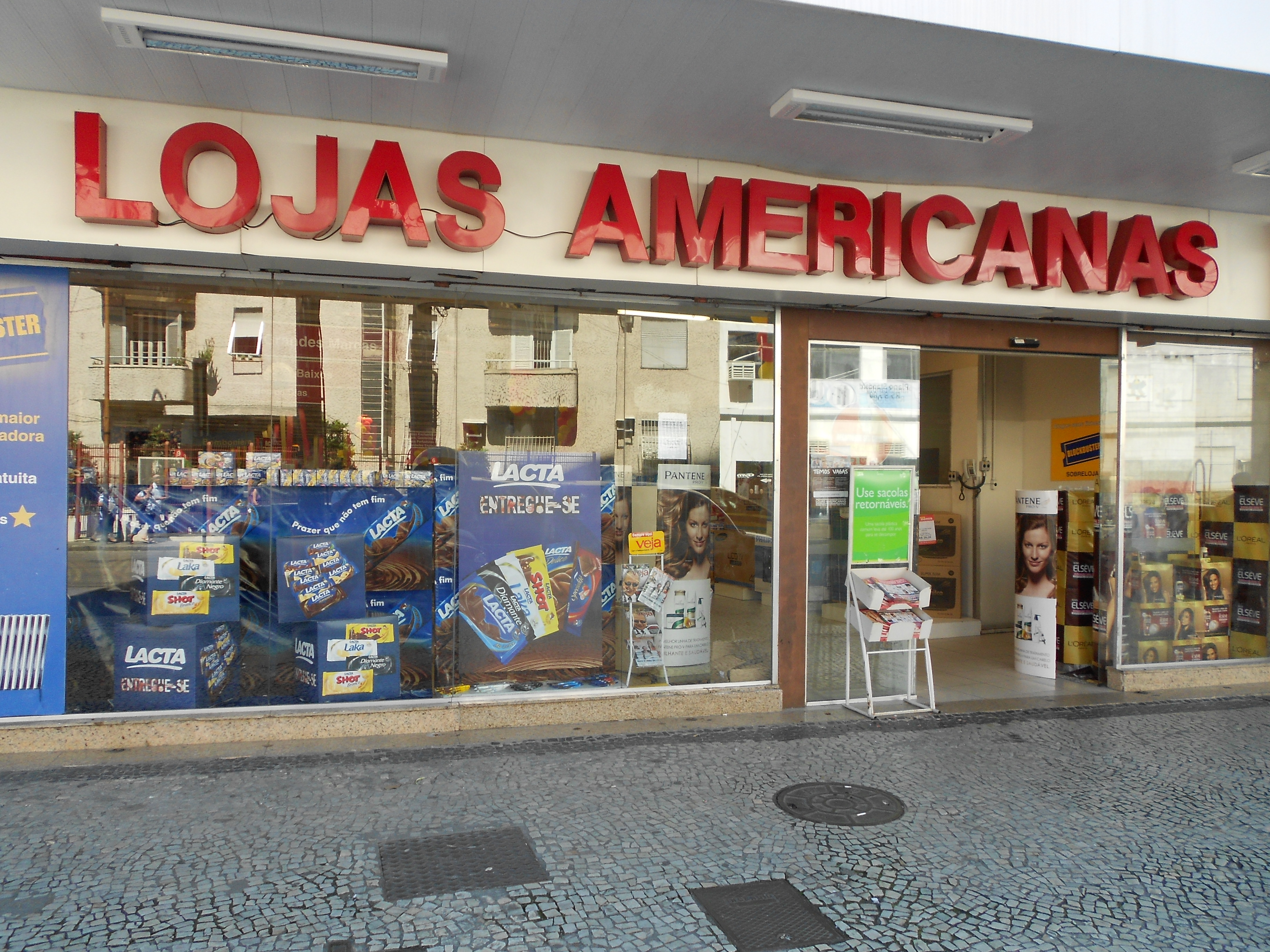
Một cửa hàng tại Brasil

Mặt bằng kinh doanh là cơ sở có diện tích xác định, thường là tòa nhà, địa điểm dùng để sản xuất, mua bán trong lĩnh vực kinh doanh. Chúng thường là một tòa nhà được sử dụng làm cửa hàng, văn phòng, hoặc nhà xưởng, kho bãi.

## Mô tả
Mặt bằng kinh doanh có thể có nhiều kiểu diện tích khác nhau, ở vùng nông thôn Việt Nam diện tích từ 15 m2 đến 3.500 m2. Mặt bằng kinh doanh thường được thuê bởi cá nhân hoặc doanh nghiệp, giá cho thuê tại đô thị đặc biệt là khu vực trung tâm thường đắt đỏ. Vị trí của một mặt bằng kinh doanh tốt thường được mô tả là "mặt tiền", tức nằm ngay con phố, hay đường lớn. Vị trí tốt nhất là tại các giao lộ rộng rãi. Hoạt động kinh doanh sẽ thuận lợi hơn nếu như mặt bằng kinh doanh nằm trên đường hai chiều. Mặt bằng kinh doanh tốt cần có bãi đỗ xe, hoặc một phạm vi vỉa hè đủ rộng để khách hàng đỗ xe tạm thời. Đối với mặt bằng có quy mô lớn kiểu doanh nghiệp đòi hỏi vấn đề sử dụng đất dài lâu, do đó thủ tục hành chính sẽ phức tạp hơn.
Mặt bằng kinh doanh bao gồm cửa hàng, quán sá, văn phòng, nhà xưởng, kho bãi, hay chỉ là bãi đất trống. Chúng có thể là loại mặt bằng thuê một phần, như nhà ở được chủ cho thuê phía trước, bên trong chủ và gia đình vẫn ở; hoặc tòa nhà lớn được thuê một tầng, một phần trong tầng,...nhưng không phải là cả tòa nhà. Đối với mặt bằng thuê toàn bộ, chủ cho thuê sẽ cho thuê cả căn nhà hoặc cả một tòa nhà cao tầng. Mặt bằng kinh doanh có thể là một địa điểm sử dụng kết hợp, người thuê hay chủ sở hữu mặt bằng sẽ dùng để vừa mua bán, dịch vụ, vừa sản xuất; vừa dùng kinh doanh vừa dùng để làm nhà ở.

## Vấn đề
Trong lĩnh vực phong thủy, diện tích mặt bằng kinh doanh không được quá nhỏ vì nó cần phải đủ lớn để hấp thu khí thịnh vượng. Một số mặt bằng tại khu vực tòa nhà có diện tích lớn, đường lớn, khu vực trung tâm, cơ sở tốt,...dù hội tụ đủ các yếu tố tốt nhưng không hẳn kinh doanh tốt, mà ngược lại ế ẩm, như trường hợp Thuận Kiều Plaza ở Quận 5, Tp. HCM.
Về việc thuê mặt bằng kinh doanh cỡ nhỏ đối với cá nhân kinh doanh cửa hàng thường rơi vào tình huống lưỡng nan. Một hợp đồng quá ngắn không đảm bảo chủ cho thuê sẽ tiếp tục cho thuê, hợp đồng nếu chấm dứt, mặt bằng bị thu hồi ngay thời gian đang kinh doanh phát đạt sẽ là mất mát. Nhưng nếu hợp đồng quá dài tiêu tốn phí thuê lớn mà không mang đến lợi nhuận, tình trạng kinh doanh kém khiến chủ cửa hàng buộc lòng đàm phán trả mặt bằng. Tình trạng biến động kinh tế chung, dẫn đến việc kinh doanh ở đô thị xảy ra nhiều biến động, tại Hà Nội hay Tp.HCM thường xảy ra tình trạng trả mặt bằng ồ ạt. Ngoài biến động thị trường, sự xuất hiện của kinh doanh online cũng góp phần đe dọa hoạt động kinh doanh của các chủ cửa hàng, sạp chợ.
Đối với doanh nghiệp, thiếu mặt bằng kinh doanh khiến các doanh nghiệp tận dụng diện tích nhà ở, đất trong khu dân cư để sản xuất, kinh doanh do đó gây ra ô nhiễm môi trường.